# Groß Dölln
Groß Dölln (letteralmente: "Dölln grande", in contrapposizione alla vicina Klein Dölln – "Dölln piccola") è una frazione del città tedesca di Templin, nel Brandeburgo.

## Storia
Nel 2003 il comune di Groß Dölln venne soppresso e aggregato alla città di Templin.

## Geografia antropica
Alla frazione di Groß Dölln appartengono le località di Bebersee, Groß Väter, Klein Väter e Klein Dölln.